# Norra Mellby (naturreservat)
Norra Mellby är ett naturreservat i Hässleholms kommun i Skåne län.
Området är naturskyddat sedan 2017 och är 16 hektar stort. Det består av ek- och hasselskog samt sumpskog.